# Grupo Restalia
Restalia es un grupo de restauración multinacional español fundado en 2004 que utiliza el formato de cadenas de franquicias tematizadas. Sus conceptos de franquicia son la cervecería 100 Montaditos, la cervecería La Sureña, ambas con productos mediterráneos, y la hamburguesería The Good Burger (TGB).
Su sede central se encuentra en Pozuelo de Alarcón (Madrid) y dispone de oficinas propias en Roma y Miami. Actualmente la compañía tiene alrededor de 700 restaurantes operativos, cinco marcas y opera en Europa, Latinoamérica y Estados Unidos.

## Historia
En el año 2000 se creó el primer restaurante de la cervecería 100 Montaditos en una playa de Islantilla, en Isla Cristina provincia de Huelva, de la mano del empresario sevillano José María Fernández Capitán. Al año siguiente se inauguró la primera franquicia de 100 Montaditos y en 2003 se abrió el primer restaurante de esta cadena en Madrid. En 2001 la empresa contaba con tres restaurantes, en 2007 con 112, en 2013 tenía ya 400, y en 2016 cerró el año con 600 locales. Dada la expansión del negocio por España, en 2004 se crea Restalia para gestionar la franquicia. En 2009 Restalia decide empezar a implantar su negocio de los 100 Montaditos fuera de España. En 2010 abrirá restaurantes de 100 Montaditos en Estados Unidos, Francia y Portugal. Ese mismo año, Restalia decide diversificar y crea la cadena de cervecerías La Sureña. En 2012 se abren nuevos restaurantes de 100 Montaditos en México DF y Bogotá (Colombia). En 2013 la compañía tenía ya 25 de sus 400 restaurantes en el extranjero, en 2016 la empresa llegó a Costa Rica y ya contaba con 38 restaurantes en Italia.
En 2013 la compañía crea una cadena de hamburgueserías con el nombre de The Good Burger. Ese mismo año la compañía Restalia creará su Consejo de Administración, que se ampliaría el año siguiente con tres nuevos miembros. En 2021 vuelve a reestructurarse la compañía en cuatro líneas de negocio: Restalia Franchise Brands, para la creación y gestión de marcas; Restalia Delivery, enfocada al servicio a domicilio y a los nuevos formatos de consumo; Restalia Retail, para la diversificación de negocio, y Franchise Management, Services and Consulting, como consultora para emprendedores y futuros franquiciadores.
Restalia acaba de ser considerada por la revista Forbes como una de las Big Four de la restuaración organizada en España. De esta forma, se convierte en el único grupo íntegramente español con capital 100% propio que "ha logrado resistir a los tentáculos de los fondos de inversión, y que en sus 25 años de historia ha llegado a convertirse en la mayor multinacional patria de restauración organizada".

## Franquicias del Grupo Restalia
- Cervecería 100 Montaditos[7]
- Cervecería La Sureña
- The Good Burger
- Jarras y Tapas
- PEPETACO
- PANTHER Juice & Sandwich Market

## Características
La empresa se basa en una política de precios baratos (rondando el euro por producto), una oferta de productos usados en la dieta mediterránea y una ambientación que varía según la franquicia. La Cervecería 100 Montaditos tiene un estilo de taberna española del XIX o principios del XX, la Cervecería La Sureña tiene un estilo portuario con colores blancos y azules, y los restaurantes The Good Burger poseen un estilo más moderno y juvenil.